# V409 Возничего
V409 Возничего (лат. V409 Aurigae), HD 280238 — двойная звезда в созвездии Возничего на расстоянии приблизительно 4842 световых лет (около 1484 парсеков) от Солнца. Видимая звёздная величина звезды — от +8,93m до +8,76m.

## Характеристики
Первый компонент — жёлтый гигант, пульсирующая полуправильная переменная звезда типа SRD (SRD:) спектрального класса F8 или G0. Масса — около 6,352 солнечных, радиус — около 61,87 солнечных, светимость — около 1212,451 солнечных. Эффективная температура — около 6000 K.
Второй компонент. Масса — около 931,4 юпитерианских (0,8891 солнечной). Удалён на 2,77 а.е..